# Blastophorella smithii
Blastophorella smithii är en svampart som beskrevs av Boedijn 1937. Blastophorella smithii ingår i släktet Blastophorella, divisionen sporsäcksvampar och riket svampar.   Inga underarter finns listade i Catalogue of Life.